# Bansud
Bansud là một đô thị hạng 3 ở tỉnh Oriental Mindoro, Philippines. Theo điều tra dân số năm 2000, đô thị này có dân số 35.032 người trong 6.938 hộ.

## Barangay
Bansud được chia thành 13 barangay.
- Alcadesma
- Bato
- Conrazon
- Malo
- Manihala
- Pag-asa
- Poblacion
- Proper Bansud
- Rosacara
- Salcedo
- Sumagui
- Proper Tiguisan
- Villa Pag-Asa